# Communauté monastique de Bose
Pour les articles homonymes, voir Bose.

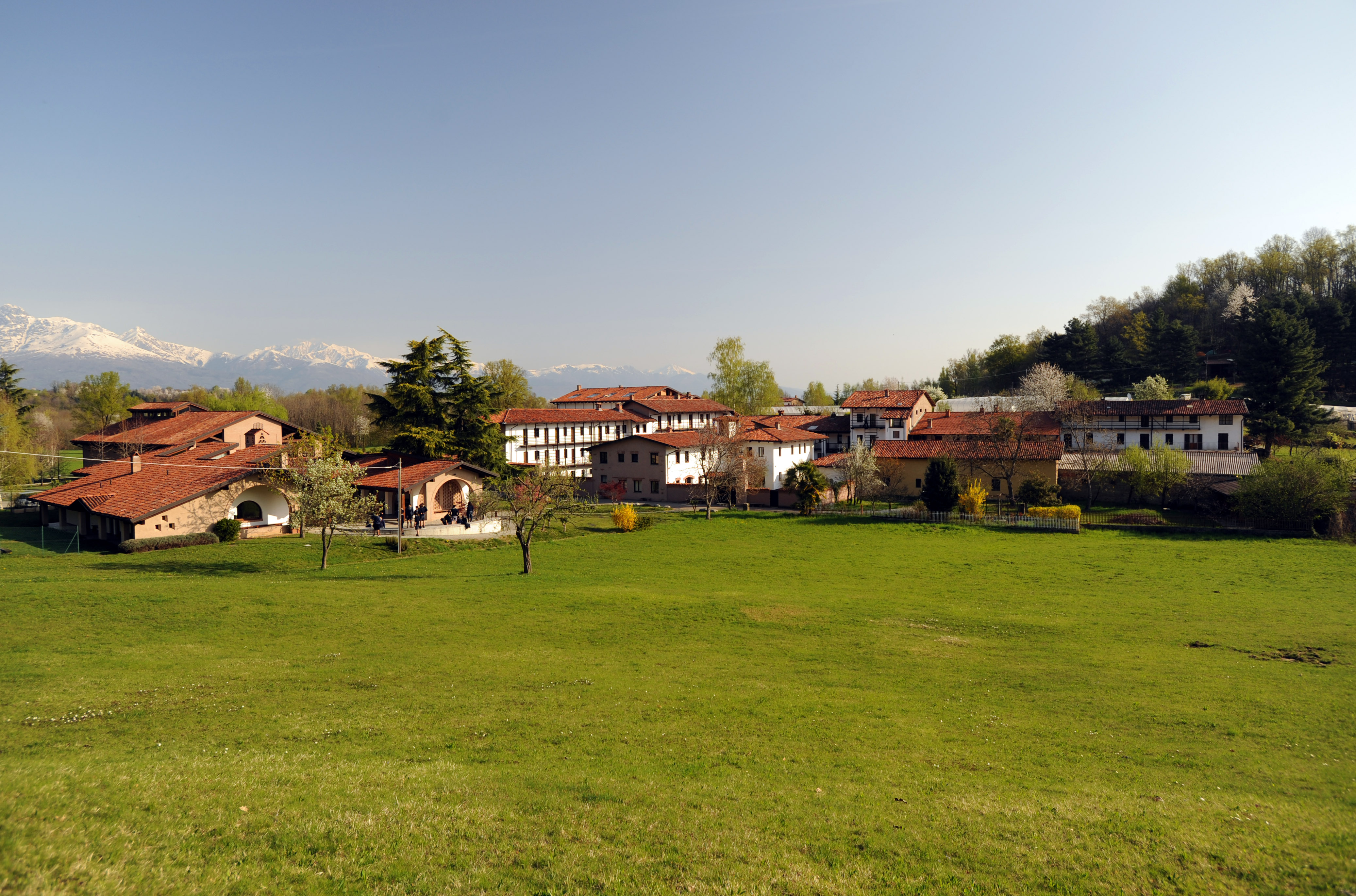
Vue du hameau de Magnano occupé par la communauté monastique

La Communauté monastique de Bose (Comunità monastica di Bose) est une communauté d’hommes et de femmes de confessions chrétiennes différentes qui cherchent à vivre le commandement évangélique d’être un « signe d’amour fraternel », dans le célibat et la vie commune.

C’est le jour même de la clôture du concile Vatican II, le 8 décembre 1965, que le jeune Enzo Bianchi décide de se retirer dans un hameau de Magnano, sur la colline morainique qui sépare les villes piémontaises d’Ivrée et Biella, à l’entrée de la vallée d’Aoste. Toutefois, ce n’est que trois ans plus tard qu’une vraie vie communautaire peut commencer.

Aujourd’hui, la communauté compte environ 80 membres, à Bose et dans quatre petites fraternités à Ostuni, Assise, San Gimignano et Civitella San Paolo, près de Rome.

Bose est une des « communautés nouvelles », qui n’appartiennent pas aux  ordres traditionnels. Pourtant, elle prétend se développer à partir d’une redécouverte des sources de la tradition monastique, à la fois d’Occident et d’Orient. On s’en aperçoit en considérant l’organisation de la journée, qui est rythmée par l’alternance entre le travail dans les différents ateliers, l’accueil et la prière.

## Histoire

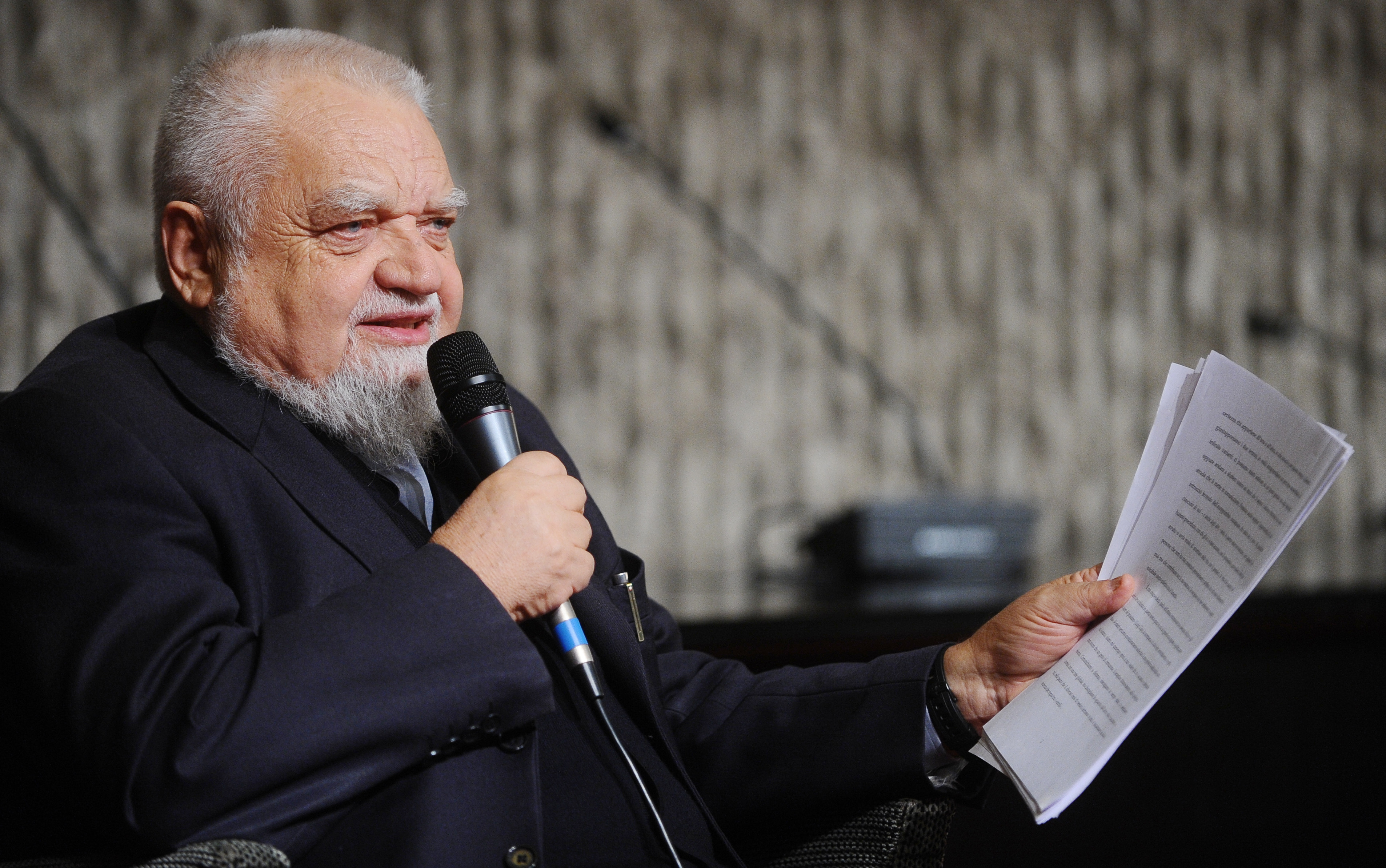
Enzo Bianchi

### Débuts de la communauté
C’est le jour même de la clôture du concile Vatican II, dans le climat d’enthousiasme pour la réforme de l’Eglise, que le jeune Enzo Bianchi (1943 - ) décide d’abandonner les études en économie à Turin, pour mener une vie de solitude et de prière dans le hameau du village de Magnano qui s’appelle Bose (« trou », en dialecte piémontais). Il partage la vie austère des paysans, sans électricité ni eau courante, et en même temps il visite des monastères à la fois d’Occident, comme Tamié, et d’Orient, comme ceux du mont Athos, et il découvre des communautés nouvelles, comme Taizé. Lorsqu'il est rejoint par quelques autres jeunes, le 6 août 1968, la vie communautaire peut officiellement  commencer. Il s’agit dès le début d’une communauté d’hommes et de femmes, de catholiques et de réformés. C’est pourquoi l’évêque de Biella s’y oppose allant jusqu'à interdire la célébration de l’eucharistie à Bose. Toutefois, la communauté gagne la faveur de l’archevêque de Turin, le cardinal Michele Pellegrino, qui en approuve la règle à l’occasion de la profession monastique définitive des premiers frères et sœurs, le 23 avril 1973.

### Reconnaissance officielle
Il faut attendre l’an 2000 pour obtenir la reconnaissance officielle de l’évêque de Biella. Aujourd'hui, la communauté entretient de bonnes relations avec l’église locale : Mons. Gabriele Mana en parle comme d'« un laboratoire et, dans le même temps, une école du futur » (De Gaulmyn 2014). De plus, il a chargé un frère prêtre du monastère de la cure pastorale de Magnano et un autre de la responsabilité de la commission œcuménique diocésaine. Au niveau de l'Église universelle la communauté a bénéficié de la reconnaissance de Benoît XVI, qui a appelé le prieur Bianchi à participer en tant qu’expert à deux synodes, ainsi que du pape François, qui l'a nommé consulteur du Conseil pontifical pour la promotion de l'unité des chrétiens. Le monastère rencontre l’opposition de conservateurs, qui font souvent entendre leur voix dans la presse et sur internet, en l'accusant surtout de syncrétisme et d'infidélité à la tradition.

### Changement de prieur (2017)
Le jeudi 26 janvier 2017, le frère Luciano Manicardi, qui était vice-prieur et responsable de la formation culturelle des novices, est élu comme nouveau prieur, succédant au père Enzo Bianchi, âgé de 73 ans, qui avait remis sa démission à la communauté au soir du 26 décembre 2016.

### Crise
En raison de « problèmes graves dans l’exercice de l’autorité », le Vatican décide en mai 2020 qu'Enzo Bianchi, ainsi que deux moines et une moniale, doivent quitter le monastère de Bose car il s'avère qu'ils ne renoncent pas à la gestion des affaires du monastère alors qu'Enzo Bianchi a démissionné de sa place de prieur en 2017. La décision du Saint-Siège est prise après une inspection menée par trois délégués du pape.
Le climat au sein de la communauté monastique de Bose est devenu de plus en plus lourd et les querelles internes se sont multipliées. Enzo Bianchi a quitté la communauté de Bose pour s'installer à Turin dans une maison mise à sa disposition par des amis. 
En avril 2022, Bianchi rend publique une déclaration dans laquelle il annonce qu'il a acheté une nouvelle maison où il ira avec des moines. Le 4 mai 2022, le site Silere non possum rend publique une lettre du cardinal Pietro Parolin s'adressant aux évêques et les invitant à « faire preuve de discernement » avant d'inviter le fondateur aux conférences diocésaines. 
En 2023, Enzo Bianchi célèbre son 80e anniversaire par une conférence au centre culturel Circolo dei Lettori de Turin, avec des discours d'Umberto Galimberti (it) et de Carlo Petrini, et inaugure la section turinoise du nouveau Bose. Le 16 décembre 2023, François reçoit Enzo Bianchi. Il lui souhaite la bienvenue et donne sa bénédiction à sa nouvelle maison.

### Nouveau prieur (2022)
Le 30 janvier 2022, les frères et les sœurs profès ont élu leur nouveau prieur, le bibliste Sabino Chialà. Né à Locorotondo le 24 mars 1968, le père Sabino Chiala fait partie de la communauté de Bose depuis 1989 ; il est spécialiste de l'hébreu et du syriaque ; c’est un expert des écrits apocryphes chrétiens et de la littérature des premiers siècles du christianisme, en particulier de l'Orient

## Les traits caractéristiques

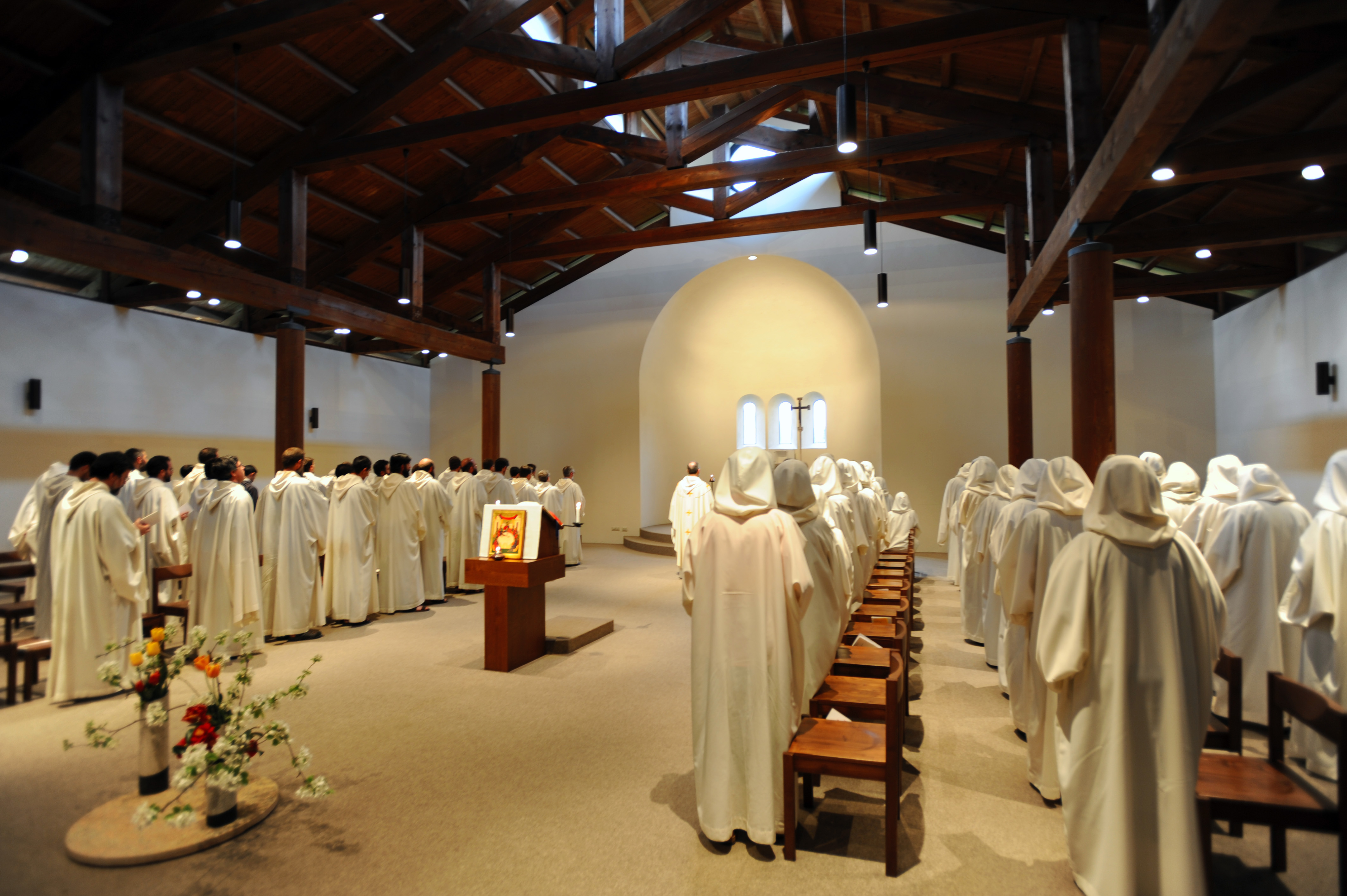
Prière liturgique des frères et des sœurs de Bose

Bose est une des nombreuses « communautés nouvelles » surgies dans les années autour de Vatican II. Elle en partage le désir de retrouver les sources de la vie chrétienne et monastique, en se délivrant des éléments les plus lourds de la tradition, et d’adopter en même temps des traits propres à la contemporanéité : accentuation de la vie communautaire, réduction de l’isolement par rapport au  « monde », élan œcuménique, ouverture au partage de vie entre hommes et femmes, célibataires et familles.

### La redécouverte de la tradition
La redécouverte de la tradition se manifeste à Bose tout d’abord dans la centralité des Écritures. Au début de la vie communautaire, la règle du monastère n’était constituée que par les versets des Actes des Apôtres qui décrivent la vie de la première communauté chrétienne de Jérusalem  et même dans la règle actuelle on lit : « L’Evangile sera la règle absolue et suprême ». La pratique monastique traditionnelle de la Lectio divina (lecture méditée des Écritures) a été reprise en tant qu’habitude à la fois individuelle et communautaire, et la communauté en promeut la diffusion parmi les laïcs, par des cours et des publications, mais aussi par la pratique quotidienne proposée aux hôtes  par un frère ou une sœur. Dès le début, la communauté a aussi cherché à retourner aux sources de la tradition monastique en refusant la règle de saint Benoît, règle par excellence du monachisme occidental, et préférant se rattacher à une pluralité de pères de la vie monastique, à la fois d’Orient, comme Pacôme, le père de la koinonia, c’est-à-dire du monachisme dans sa dimension communautaire, et Basile, et d’Occident, comme Augustin, Benoît, François et Claire d’Assise. Enfin, plusieurs frères et sœurs travaillent à l’édition et à la traduction de textes patristiques des différentes traditions.

### Une communauté d’hommes et de femmes
Si la tradition est pleine d’exemples de monastères dits « doubles », c’est-à-dire composés de deux structures, l’une à côté de l’autre, une pour les moines et l’autre pour les moniales, une vie communautaire si proche entre hommes et femmes est vraiment une nouveauté. À Bose, il s’agit d’une seule communauté, guidée par un prieur, qui est « celui qui préside à l’unité », mais articulée en deux branches, les frères et les sœurs, chacune avec son responsable et son maitre des novices. La vie quotidienne cherche son équilibre entre unité et diversité : dans l’église et au réfectoire, moniales et moines prient et mangent ensemble mais les unes en face des autres.

### L’œcuménisme
À Bose cette dimension est centrale. La communauté compte dès l’origine des membres de différentes confessions. Chacun demeure membre de son église et « doit trouver dans la communauté l’espace pour sa confession de foi et l’acceptation de sa spiritualité ». La liturgie est centrée sur le patrimoine commun des Écritures et ne laisse pas de place aux manifestations caractéristiques d’une seule tradition (l’adoration eucharistique ou la prière du rosaire, par exemple) mais, en même temps, elle est enrichie par des tropaires et des mélodies qui viennent d’Orient et par la mémoire de témoins qui dépassent les barrières confessionnelles (Bonhoeffer, Silouane de l'Athos…). Bose accueille de nombreux hôtes de toutes confessions et organise chaque année un colloque de spiritualité orthodoxe qui voit la participation de professeurs, d’évêques, de moines et de laïcs de nombreuses églises orientales. Enfin, l’œcuménisme est un des cinq thèmes de formation pour les novices et plusieurs moines et moniales travaillent à l’édition de textes de figures spirituelles des différentes traditions.

### L’engagement avec le monde
À Bose, cet élément a conduit à concevoir d’une manière nouvelle quatre aspects de la tradition.
Le premier est la foi en la bonté intrinsèque de l’homme, qu’on trouve chez les pères orientaux de l'Église. L’ « humanisation », dont Enzo Bianchi parle souvent, est la croissance de l’homme jusqu’à la mesure du Christ, mais aussi l’aboutissement de chaque culture humaine. Cette conviction conduit la communauté à s’engager dans le dialogue avec les croyants d’autres religions (notamment dans le cadre du dialogue interreligieux monastique (DIM) ) et à la fois avec la laïcité. 
Le deuxième est le retour à une conception plus souple de la vie religieuse qui, au cours du Moyen Âge, s’est cléricalisée et a été présentée comme « vie angélique ». Selon le droit canonique, Bose n’est qu'une association de laïcs ; les moines n’ont pas d’habit religieux, sauf une coule blanche pour les liturgies ; ils ne prononcent pas les vœux traditionnels de pauvreté, chasteté et obéissance, mais ceux de célibat et de vie communautaire ; les frères prêtres ne sont qu’en nombre nécessaire à garantir la vie sacramentelle de la communauté.
Le troisième est l’accueil. Il est très développé : chaque jour une moitié de la communauté partage les repas avec les hôtes dans de petites salles à manger pensées pour faciliter la conversation.
Le quatrième est le travail. Au début, la plupart des frères et sœurs travaillaient dans les écoles, les hôpitaux et aux usines Olivetti d'Ivrée. Aujourd’hui, la situation a changé : à l’intérieur du monastère les ateliers se sont multipliés tandis qu’à l'extérieur les possibilités d’emploi sont toujours plus difficiles. Toutefois, la proximité au monde a été conservée grâce au refus de subventions ; ce qui oblige la communauté à se maintenir grâce à son propre travail, tout en gardant l’alternance traditionnelle entre travail et prière commune qui constitue le rythme de la vie communautaire.

## Écrits
Goffredo Boselli est moine de Bose. Il est responsable de la liturgie et enseigne dans son monastère,.
Commentaire selon Mt 18, 21-35
La Parole parle la langue des hommes

« Dieu, dans sa bonté, est  à ce point attentif à la nature humaine qu'il adapte son discours, si bien que ses paroles se sont exprimées dans les langues des hommes en devenant semblables à la façon de parler de l'homme, tout comme la Parole éternelle du Père s'est faite semblable à l'homme en assumant la faiblesse de la nature humaine.

« Ce n'est pas assez, écrit Paul Beauchamp, pour nous atteindre et nous toucher, que l’Écriture parle de l'amour de Dieu. Elle parle dans notre langue et c'est un signe d'amour. Elle parle de charité divine, mais aussi et d'abord elle parle charité, parce qu'elle parle homme aux hommes. »
Autrement dit, dans sa façon de parler à l'homme, Dieu n'institue pas un langage propre, une langue sacrée. Il y a une parole de Dieu, mais par une langue de Dieu, car le but de la parole de Dieu c'est que l'homme écoute : Écoute, Israël ! (cf. Dt 6, 4). Si, pour se faire entendre de l'homme, Dieu parle la langue de l'homme qui l'écoute, alors c'est dans sa langue, celle dans laquelle Dieu a parlé, qu'à son tour l'homme parle à Dieu, en lui répondant par la prière, en le louant, en le bénissant, autrement dit en célébrant ses actions de grâce. »

— Goffredo Boselli. L'Évangile célébré, Namur/Paris, éd. Lessius, 2018, p.138.

## Semaine de prière pour l'unité des chrétiens 2025
Pour l’année 2025 marquée par le 1700e anniversaire du premier concile œcuménique, qui se tint à Nicée, près de Constantinople, en 325, les frères et sœurs de la communauté monastique de Bose ont préparé les prières et réflexions de la Semaine de prière pour l'unité des chrétiens, sur le thème de « Crois-tu cela ? » (Jean 11, 26).